# Behati Prinsloo
Behati Prinsloo (n. 16 mai 1989, Grootfontein, Otjozondjupa, Namibia) este un  fotomodel din Namibia, ea este deja cunoscută deja ca teenager și apare pe Lista modelelor casei de modă Victoria’s Secret.

## Date biografice
Prinsloo a fost descoperită de un fotograf într-un supermarket din Cape Town. După ședința fotografică de probă, aceasta semnează un contract ca manechin cu agenția britanică Agentur Storm Model Management. Ulterior, Behati Prinsloo devenind prietenă cu manechinul Coco Rocha. Prinsloo apare din anul 2007 în revistele de modă Muse, Telegraph Magazine, Vogue și Velvet. Face reclamă pentru Adore, Aquascutum, Chanel, H&M, Hugo Boss, Kurt Geiger. Punctul culminant al carierei ei  a fost Show-ul organizat de Victoria's Secret în anii 2007, 2008 și 2009. În anul 2009 ocupă locul 31 la Top 50 Models Woman și locul 14 la The Top Sexiest Models. Agențiile pentru care lucrează în ultimul timp sunt Supreme Models (New York), Storm Model (London), Marilyn Agency (Paris), D Management Group (Mailand) și Modelwerk (Hamburg).